# Michael Harrington (Fußballspieler)
Michael Harrington (* 24. Januar 1986 in Greenville) ist ein ehemaliger US-amerikanischer Fußballspieler, der meist als Abwehrspieler eingesetzt wurde. Er stand zuletzt bei North Carolina FC unter Vertrag.

## Karriere

### Jugend und Amateurfußball
Harrington studierte an der University of North Carolina at Chapel Hill und spielte dort auch für die Collegemannschaft seiner Universität, den North Carolina Tar Heels. Während seiner Zeit am College spielte er außerdem für die Raleigh CASl Elite in der Premier Development League.

### Vereinskarriere
Harrington wurde als dritter Pick in der ersten Runde des MLS SuperDraft 2007 von Sporting Kansas City gewählt. Nach sechs Jahren bei Kansas City wurde er im Austausch gegen eine unbekannte Ablösesumme zu den Portland Timbers transferiert. Zur Saison 2015 wechselte Harrington für ein Jahr zu den Colorado Rapids.
Im Januar 2016 unterschrieb er einen Vertrag bei Chicago Fire.
Nach 2 Jahren in Chicago, wechselte Harrington in die zweitklassige USL Championship zu North Carolina FC. Nach einer Saison verkündete er seinen Ausstieg aus dem professionellen Fußball.

### Nationalmannschaft
Harrington war Teil des Kaders für die U-17-Fußball-Weltmeisterschaft 2003 in Finnland, wo die Mannschaft der USA das Viertelfinale erreichen konnte. Einen Einsatz für die A-Nationalmannschaft konnte er nicht absolvieren.

## Erfolge

### Sporting Kansas City
- Lamar Hunt U.S. Open Cup (1): 2012